# یواس‌اس آنتونی (دی‌دی-۱۷۲)
یواس‌اس آنتونی (دی‌دی-۱۷۲) (به انگلیسی: USS Anthony (DD-172)) یک کشتی بود که طول آن ۹۵٫۸۳ متر (۳۱۴٫۴ فوت) بود. این کشتی در سال ۱۹۱۸ ساخته شد.